# Bombyx crenulata
Bombyx crenulata is een vlinder uit de familie van de echte spinners (Bombycidae). De wetenschappelijke naam van de soort is voor het eerst geldig gepubliceerd in 1893 door Thomas Pennington Lucas.